# Centro Histórico de Guimarães e Zona de Couros
A cidade histórica de Guimarães encontra-se associada à emergência da identidade nacional portuguesa no século XII. Constitui um exemplo excepcionalmente bem conservado da evolução de uma localidade medieval para uma cidade moderna, com a rica tipologia edificativa a mostrar o desenvolvimento da arquitectura portuguesa entre os séculos XV e XIX com o uso continuado de técnicas e materiais de construção tradicionais.
Em 2021, foi aberto o procedimento de ampliação da classificação do Centro Histórico de Guimarães à Zona de Couros e em 19 de Setembro de 2023 foi aprovado o alargamento da área Património Mundial, e alterada a designação, passando a designar-se Centro Histórico de Guimarães e Zona de Couros (até então designava-se "Centro Histórico de Guimarães").

## Arquitectura

### Características particulares

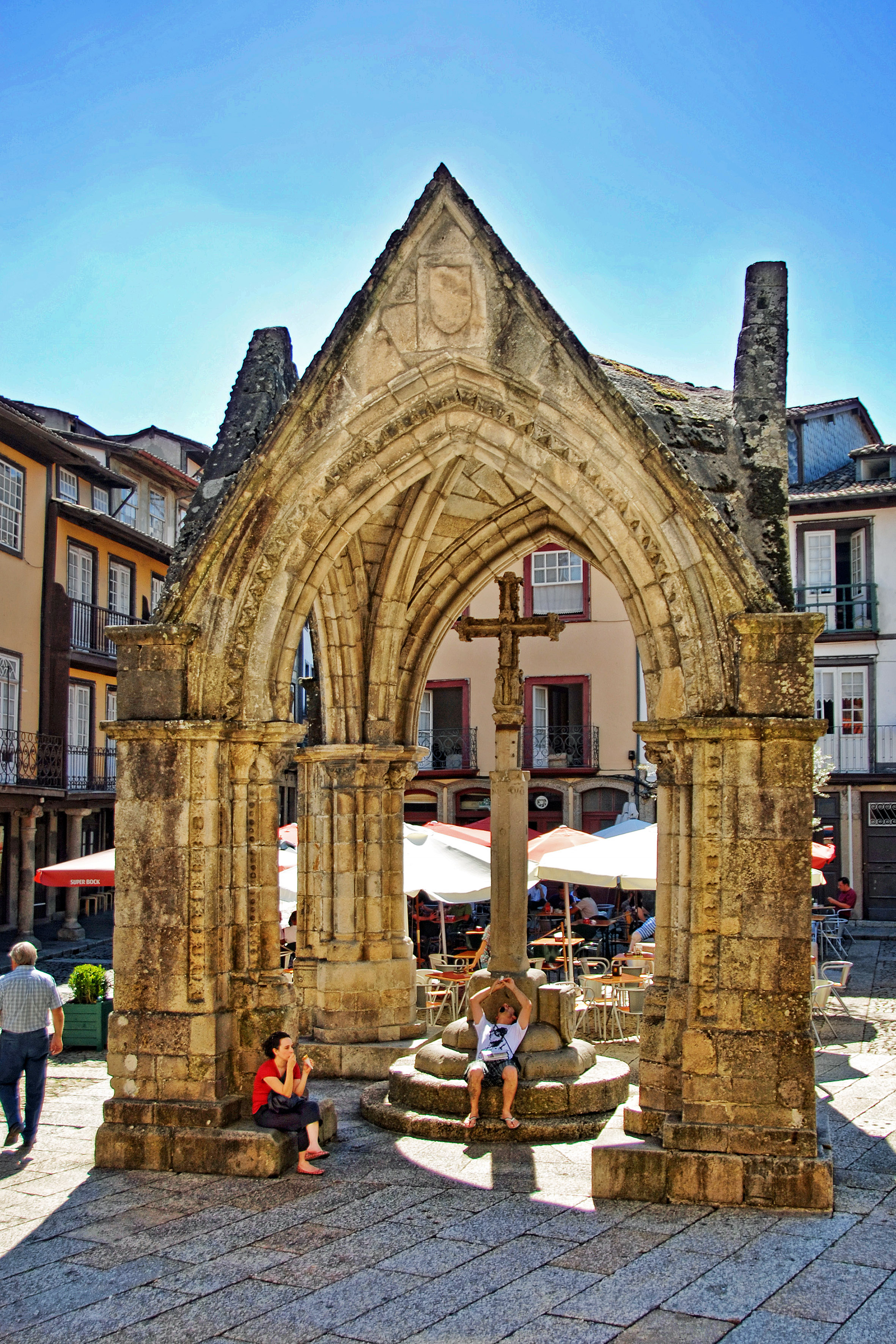
Largo da Oliveira, no Centro histórico de Guimarães.

Guimarães, origem da nacionalidade, é uma cidade com um glorioso passado histórico, apresentando elevado grau de autenticidade nos tecidos urbano e edificado. Grande parte da estrutura edificada remonta ao século XVII e encontra-se erguida com as técnicas construtivas tradicionais. Estas construções, que preenchem densamente a malha urbana, constituem uma herança cultural, inerente ao património a salvaguardar. A autenticidade e integridade destes sistemas construtivos, constitui um valor singular excepcional. O Largo da Oliveira encontra-se rodeado por um conjunto de construções de valor patrimonial, designadamente: a Igreja Nossa Senhora da Oliveira, as "casas alpendradas" do século XVII, o edificado habitacional erguido com os sistemas construtivos tradicionais, contendo ainda um alpendre gótico com o designado Padrão do Salado. A Praça de Santiago, rodeada pelo conjunto residencial de maior qualidade artística e ambiental dos séculos XVII e XVIII, é marcada pela presença do edifício da antiga Casa da Câmara, cujo rés-do-chão é constituído por um alpendre apoiado em arcadas góticas, elemento singular de articulação entre a Praça de Santiago e o Largo da Oliveira. A Rua de Santa Maria, uma das mais antigas artérias de feição medieval, eixo principal de ligação entre o núcleo do Castelo, situado na cota alta e o núcleo do mosteiro, na parte baixa da vila. A Rua Nova ou Rua Egas Moniz, que apresenta um edificado de épocas bem diferenciadas, desde elementos de arquitectura medieval à arquitectura dos séculos XVII a XIX, merecendo destaque a Casa da Rua Nova de raiz medieval, sofrendo obras de modificação no século XVII, que constitui um dos exemplos tipológicos mais característicos das designadas casas de ressalto.

### Técnicas de construção
As técnicas construtivas dominantes são designadas por taipa de rodízio e taipa de fasquio. A colocação do reboco constitui o revestimento final, sobre o qual se aplicam tintas artesanais. Estas técnicas construtivas, com raízes medievais, continuaram a utilizar-se até aos nossos dias por ser um processo construtivo de fácil execução.

#### “A taipa de rodízio”
A taipa de rodízio constitui uma técnica de construção de paredes exteriores e interiores, apenas utilizada para os andares superiores ao rés-do-chão, dado que o piso térreo é sempre construído em alvenaria de granito aparelhado.

#### “A taipa de fasquio”
A taipa de fasquio é igualmente uma técnica de construção de paredes exteriores e interiores, somente utilizada para os andares superiores ao rés-do-chão. Estas paredes compõem-se de uma estrutura executada com tábuas de madeira colocadas a prumo sobre as quais se prega um segundo pano de tábuas, diagonalmente dispostas, travadas por último com um ripado. A este ripado dá-se o nome de "fasquio", sendo ele a identificação da própria técnica.

### Habitações e outros edifícios

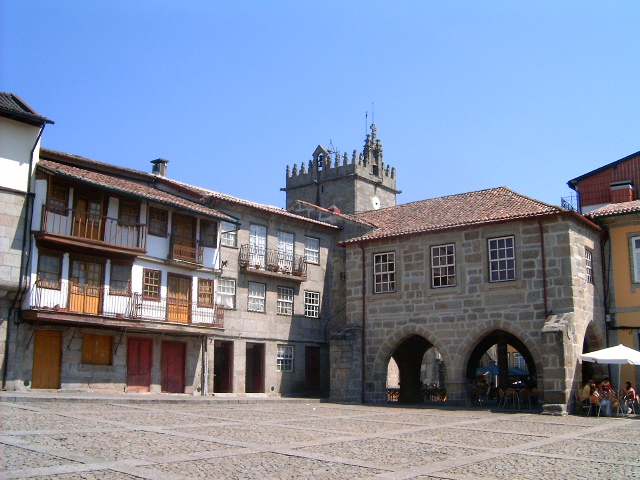
Praça de Santiago - vista em direcção à praça da Oliveira, para lá dos arcos sob o museu de Arte Primitiva Moderna

Guimarães tem um Núcleo urbano de formação medieval caracterizado por tecido edificado tipologicamente diversificado, mas com uma grande unidade formal no seu conjunto, integralmente erguido com os sistemas construtivos tradicionais. Entre a diversidade de tipos, pode-se distinguir os seguintes: casas burguesas quinhentistas - construídas utilizando o granito como material construtivo, completada nos pisos superiores pela taipa de rodízio. Existem ainda dois exemplares: uma situa-se na antiga Rua do Cano de Cima, a N. do castelo, a segunda no início da Rua de Santa Maria, na qual se observam ao nível do rés-do-chão duas portas com arcos adintelados e no segundo piso duas janelas rectangulares de mitra chanfradas e biseladas.

#### Séculos XVI a XVII – diversificação dos materiais de construção
Casas nobres urbanas quinhentistas surgem na primeira metade do século XVI, frequentemente resultado de transformações e adaptações preexistentes, seguindo o novo gosto renascentista que então se difundia no Noroeste do país, utilizando nas suas fachadas a cantaria de granito, material "distintivo da nobreza". Enquadráveis nesta tipologia, ainda hoje existentes, são a habitação de Pedro Álvares de Almada no antigo Largo da Tulha (actual Rua Dr. Avelino Germano) e a Casa dos Valadares de Vasconcelos, ao cimo da Rua de Santa Maria.
Ao longo do século XVII a tipologia da habitação comum diversifica-se segundo os seus materiais construtivos, a disposição dos vãos, a variedade dos elementos decorativos. Existe uma tendência para a estabilização das alturas, piso térreo e dois sobrados, e da frente do lote urbano que, contudo, mantém profundidade variável, que já desde o início do século XVI se caminha para esse lote padronizado. Casas de ressalto, de acentuada construção no século XVII, construídas em alvenaria de granito ao nível do rés-do-chão e nos pisos superiores (normalmente com três pisos) em taipa de rodízio.

#### Séculos XVIII a XX – construções revestidas de azulejo
Casas urbanas de fachadas lisas foram construídas nos séculos XVII e XVIII, em alvenaria de granito e em taipa de rodízio, nos pisos superiores, outras construídas em perpianho (alvenaria de granito) de baixo a cima, em fiadas de esquadria; é um tipo sóbrio, de dois ou três andares, sem o mínimo destaque de ornamentos salientes de padieiras e ombreiras laterais, com a ausência de rebocos.
Casas nobres urbanas do século XVIII: casas em cantaria, armoriadas, ocupando lotes de superfície variável, mas de dimensões mais reduzidas que as dos seus predecessores seiscentistas, cujos pátios e escadarias exteriores se transferem para o interior do piso térreo.
Construções revestidas a azulejo do século XIX: construídas em alvenaria de granito, contendo um género de revestimento só utilizado em Portugal a partir desta época, quando emigrantes portugueses regressaram à sua terra natal e investiram os seus capitais na compra ou financiamento de fábricas de cerâmica, incrementando nelas o fabrico de azulejos tipo padrão, destinado a revestimentos exteriores de edifícios.
A cidade foi uma das primeiras, depois do Porto, a usar nas fachadas das casas azulejos, de tipo diverso: uns lisos, de estampilha ou não, outros relevados e outros baixos-relevos.
Construções revestidas a azulejo do século XX são construídas em alvenaria de granito contendo azulejos monócromos (verdes, cor de vinho, torrados, etc.) com o tamanho normal ou com a forma de meio azulejo, facetado.

### Castelo

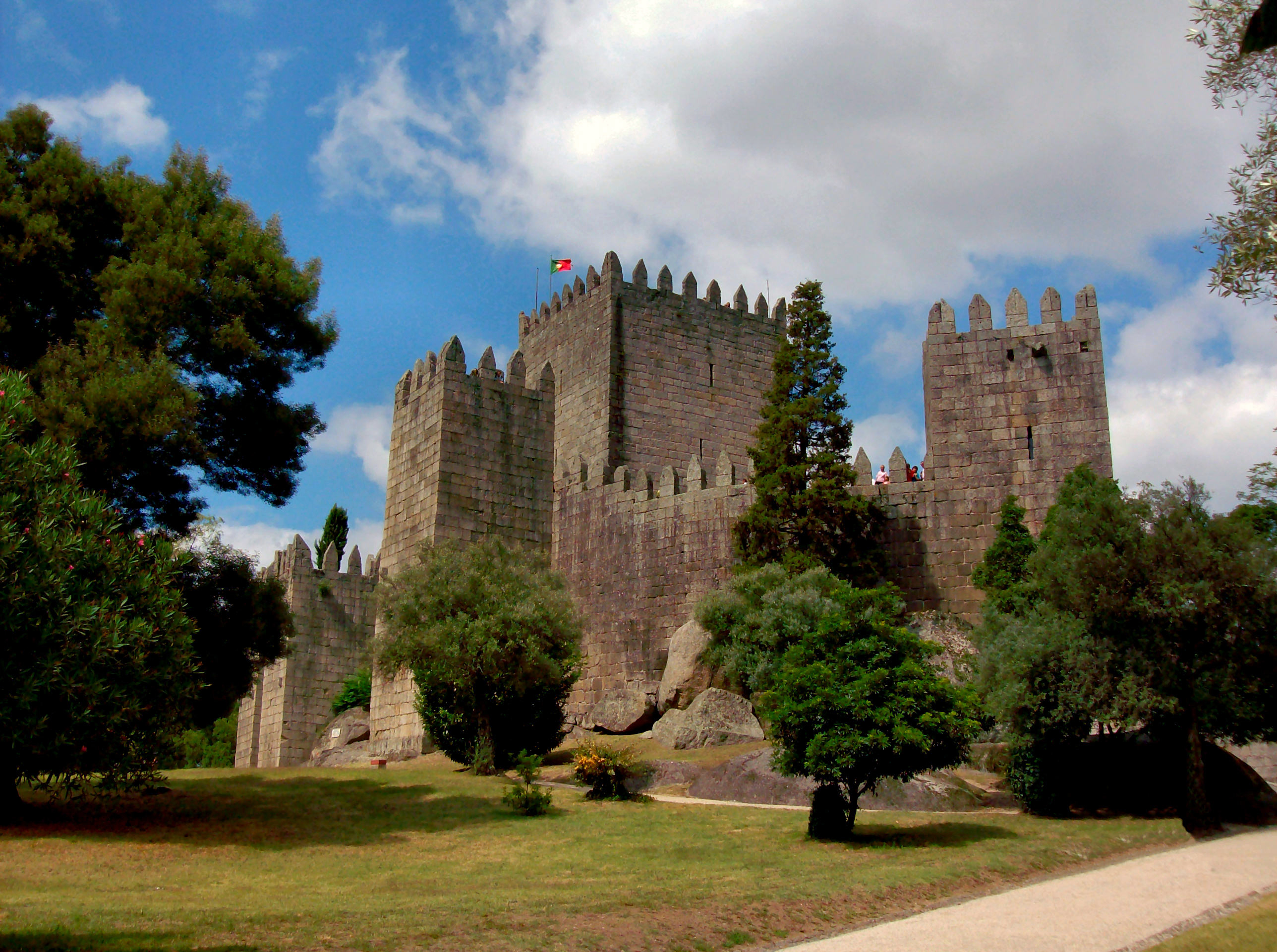
Castelo de Guimarães, Portugal.

O Castelo de Guimarães localiza-se na freguesia de Oliveira do Castelo, cidade e Concelho de Guimarães, no Distrito de Braga, em Portugal.
Em posição dominante, sobranceiro ao Campo de São Mamede, este monumento encontra-se ligado à fundação do Condado Portucalense e às lutas da independência de Portugal, sendo designado popularmente como berço da nacionalidade.
Classificado como Monumento Nacional, em 2007 foi eleito informalmente como uma das Sete maravilhas de Portugal.
O castelo apresenta planta no formato aproximado de um escudo facetado. As suas muralhas, reforçadas por quatro torres, são rasgadas por portas. Um adarve, acedido por escadas nas torres, percorre a parte superior das muralhas, coroadas por ameias pentagonais, de recorte pontiagudo. Na face oeste, uma ponte de madeira estabelece a ligação entre o adarve das muralhas e a porta da torre de menagem. No troço norte das muralhas são visíveis as ruínas da antiga alcáçova, provavelmente do século XIV, que se divide em dois pavimentos, destacando-se as suas janelas exteriores e duas chaminés.
O portão principal, a oeste, é defendido por dois torrões, estando outros dois a defender a porta da traição, a leste.
A Torre de Menagem, ao centro da praça de armas, apresenta planta quadrangular, com poucas aberturas assinalando os pavimentos, ligados internamente por escada de madeira e de pedra. Um adarve largo e contínuo permite a circulação e a observação no topo da torre, coroada por ameias pentagonais pontiagudas.

#### Curiosidades
- De acordo com a tradição, aqui nasceu o primeiro rei de Portugal, D. Afonso Henriques (1112-85). A pia onde se afirma ter sido baptizado encontra-se na capela românica da Igreja de São Miguel da Oliveira, no sector Oeste do castelo.